# Pruneni (okręg Buzău)
Pruneri – wieś w Rumunii, w okręgu Buzău, w gminie Zărnești. W 2011 roku liczyła 434 mieszkańców.